# Карло Бускалья
Карло Бускалья (італ. Carlo Buscaglia, 9 лютого 1909, Балокко — 15 серпня 1981, Турин) — італійський футболіст, що грав на позиції півзахисника і нападника.
Виступав, зокрема, за клуб «Наполі».

## Ігрова кар'єра
У дорослому футболі дебютував 1927 року виступами за команду «Казале», в якій провів один сезон, взявши участь у 28 матчах чемпіонату. 
У 1928 році перейшов у команду «Наполі». Сезон 1928/29 був перехідним для італійського футболу. Команди звично були поділені на дві групи, але з наступного сезону мала стартувати Серія А, до якої виходили по вісім кращих команд у групах. «Наполі» У групі В набрав таку ж кількість очок, як «Лаціо», тому учасника Серії А мали визначити стикові матчі. Команди зіграли лише перший матч унічию 2:2, після чого Федерація вирішила розширити дивізіон з метою збільшити представництво команд з Центральної і Південної Італії в еліті, тому кваліфікувала обидві команди. Бускалья зіграв 24 матчі у сезоні і забив 12 голів, ставши другим бомбардиром команди після Аттіли Саллустро, який забив 22.
Бускалья швидко став провідним гравцем клубу, виступаючи на різних позиціях в півзахисті і нападі. Одного разу він стояв на воротах, коли в одному з матчів голкіпер команди Джузеппе Каванна зламав ключицю. Незважаючи на важке потрапляння в Серію А, «Наполі» міцно закріпився в елітному дивізіоні. В першому сезоні команда посіла п'яте місце, а у 1933 і 1934 роках піднімалась на третє місце турнірної таблиці. 
Відіграв за неаполітанську команду десять сезонів своєї ігрової кар'єри, ставши кумиром для неаполітанських уболівальників. Зіграв 261 матч у чемпіонаті Італії, у яких забив 39 голів.
Завершив ігрову кар'єру у команді «Ювентус», до складу якого приєднався в 1938 році. Дебютував у офіційних матчах у Кубку Мітропи 1938 в грі проти «Хунгарії» (3:3). В матчі-відповіді забив два голи, а «Ювентус» переміг з рахунком 6:1. В чвертьфіналі проти «Кладно» не виступав. А в 1/2 фіналу забив у першій грі у першій грі «Ференцварошу», але його команда в матчі-відповіді поступилась 0:2 і вибула зі змагань. Гравцем основи в складі туринського клубу не став, зігравши лише 11 матчів у чемпіонаті.
Помер 15 серпня 1981 року на 73-му році життя у місті Турин.

## Статистика виступів

### Статистика клубних виступів
| Сезон             | Команда           | Чемпіонат         | Чемпіонат | Чемпіонат | Національний кубок | Національний кубок | Національний кубок | Континентальні кубки | Континентальні кубки | Континентальні кубки | Усього | Усього |
| Сезон             | Команда           | Ліга              | Ігор      | Голів     | Ліга               | Ігор               | Голів              | Ліга                 | Ігор                 | Голів                | Ігор   | Голів  |
| ----------------- | ----------------- | ----------------- | --------- | --------- | ------------------ | ------------------ | ------------------ | -------------------- | -------------------- | -------------------- | ------ | ------ |
| 1927–28           | «Казале»          | ЧІ                | 28        | 2         | -                  | -                  | -                  | -                    | -                    | -                    | 28     | 2      |
| 1928–29           | Наполі            | ЧІ                | 24        | 12        | -                  | -                  | -                  | -                    | -                    | -                    | 24     | 12     |
| 1929–30           | Наполі            | A                 | 32        | 10        | -                  | -                  | -                  | -                    | -                    | -                    | 32     | 10     |
| 1930–31           | Наполі            | A                 | 30        | 2         | -                  | -                  | -                  | -                    | -                    | -                    | 30     | 2      |
| 1931–32           | Наполі            | A                 | 24        | 2         | -                  | -                  | -                  | -                    | -                    | -                    | 24     | 2      |
| 1932–33           | Наполі            | A                 | 28        | 0         | -                  | -                  | -                  | -                    | -                    | -                    | 28     | 0      |
| 1933–34           | Наполі            | A                 | 30        | 2         | -                  | -                  | -                  | КЦЄ                  | -                    | -                    | 30     | 2      |
| 1934–35           | Наполі            | A                 | 9         | 1         | -                  | -                  | -                  | -                    | -                    | -                    | 9      | 1      |
| 1935–36           | Наполі            | A                 | 28        | 5         | КІ                 | 3                  | 1                  | -                    | -                    | -                    | 31     | 6      |
| 1936–37           | Наполі            | A                 | 29        | 2         | КІ                 | 3                  | 0                  | -                    | -                    | -                    | 32     | 2      |
| 1937–38           | Наполі            | A                 | 27        | 3         | КІ                 | 3                  | 1                  | -                    | -                    | -                    | 30     | 4      |
| Усього за Наполі  | Усього за Наполі  | Усього за Наполі  | 261       | 39        |                    | 9                  | 2                  |                      | -                    | -                    | 270    | 41     |
| 1938–39           | Ювентус           | A                 | 7         | 0         | КІ                 | 1                  | 0                  | КЦЄ                  | 4                    | 3                    | 12     | 3      |
| 1939–40           | Ювентус           | A                 | 4         | 1         | КІ                 | 0                  | 0                  | -                    | -                    | -                    | 4      | 1      |
| Усього за Ювентус | Усього за Ювентус | Усього за Ювентус | 11        | 1         |                    | 1                  | 0                  |                      | 4                    | 3                    | 15     | 4      |
| Усього за кар'єру | Усього за кар'єру | Усього за кар'єру | 300       | 42        |                    | 10                 | 2                  |                      | 4                    | 3                    | 314    | 47     |

### Статистика виступів у кубку Мітропи
| №                      | Розіграш               | Стадія                 | Дата та місце проведення | Команда 1              | Рахунок                                            | Команда 2           | Голи та інші дії |
| ---------------------- | ---------------------- | ---------------------- | ------------------------ | ---------------------- | -------------------------------------------------- | ------------------- | ---------------- |
| 1                      | 1938                   | 1/8                    | 26.06.1938, Будапешт     | Хунгарія (Будапешт)    | 3:3 [Архівовано 27 лютого 2021 у Wayback Machine.] | Ювентус             |                  |
| 2                      | 1938                   | 1/8                    | 3.07.1938, Турин         | Ювентус                | 6:1 [Архівовано 14 квітня 2015 у Wayback Machine.] | Хунгарія (Будапешт) | 3' (пен.) 28'    |
| 3                      | 1938                   | 1/2                    | 24.07.1938, Турин        | Ювентус                | 3:2 [Архівовано 12 травня 2021 у Wayback Machine.] | Ференцварош         | 35'              |
| 4                      | 1938                   | 1/2                    | 31.07.1938, Будапешт     | Ференцварош            | 2:0 [Архівовано 22 квітня 2021 у Wayback Machine.] | Ювентус             |                  |
| Всього у кубку Мітропи | Всього у кубку Мітропи | Всього у кубку Мітропи | Всього у кубку Мітропи   | Всього у кубку Мітропи | 4                                                  |                     | 3                |

## Титули і досягнення
- Бронзовий призер чемпіонату Італії (3):

«Наполі»: 1933–1934, 1933–1934
«Ювентус»: 1939–1940